# Braszowice
Braszowice est une localité polonaise de la gmina et du powiat de Ząbkowice Śląskie en voïvodie de Basse-Silésie.

## Histoire
De 1742 à 1945, Frankenstein fait partie de l'arrondissement de Frankenstein-en-Silésie dans le district de Breslau de la province prussienne de Silésie.